# Eilish McColgan
Eilish McColgan (Dundee, 25 de noviembre de 1990) es una deportista británica que compite en atletismo, especialista en las carreras de fondo.
Ganó tres medallas en el Campeonato Europeo de Atletismo, en los años 2018 y 2022, y una medalla de bronce en el Campeonato Europeo de Atletismo en Pista Cubierta de 2017.

## Palmarés internacional
| Campeonato Europeo                   | Campeonato Europeo | Campeonato Europeo | Campeonato Europeo |
| Año                                  | Lugar              | Medalla            | Prueba             |
| ------------------------------------ | ------------------ | ------------------ | ------------------ |
| 2018                                 | Berlín (Alemania)  | Medalla de plata   | 5000 m             |
| 2022                                 | Múnich (Alemania)  | Medalla de plata   | 10 000 m           |
| 2022                                 | Múnich (Alemania)  | Medalla de bronce  | 5000 m             |
| Campeonato Europeo en Pista Cubierta |                    |                    |                    |
| Año                                  | Lugar              | Medalla            | Prueba             |
| 2017                                 | Belgrado (Serbia)  | Medalla de bronce  | 3000 m             |